# حسینی علیا
حسینی علیا یکی از روستاهای استان آذربایجان شرقی است که در دهستان ورقه بخش مرکزی شهرستان چاراویماق واقع شده‌است.این روستا ۲۷۸ نفر جمعیت دارد.